# Willy Coppens
Baron Willy Omer François Jean Coppens de Houthulst, belgijski plemič, vojaški pilot, vojaški ataše in letalski as, * 6. julij 1892, Watermaal-Bosvoorde, † 21. december 1986, De Panne.
Coppens je bil najboljši belgijski letalski as prve svetovne vojne. Dosegel je 37 zračnih zmag; sestrelil je 3 letala in 34 opazovalnih balonov. Na svojem zadnjem poletu 14. oktobra 1918 je bil težko ranjen z zažigalno kroglo in so mu morali amputirati nogo.

## Odlikovanja
- red Leopolda II.
- red krone
- Croix de Guerre s 27 palmami in 13 levjimi glavami
- vitez legije časti
- red belega orla
- Distinguished Service Order (DSO)
- Military Cross (MC)
- Croix de Guerre